# فيليبي موريرا سانتوس
فيليبي موريرا سانتوس (28 نوفمبر 1988 بريو دي جانيرو في البرازيل - ) هو لاعب كرة قدم برازيلي في مركز الوسط. لعب مع نادي أيه بي سي ونادي كوكسي وLuverdense Esporte Clube ‏ وAlecrim Futebol Clube ‏ وأمريكا دي ناتال ‏ وBragantino Clube do Pará ‏ ونادي هورايزون ‏.

## وصلات خارجية
- فيليبي موريرا سانتوس على موقع قاعدة بيانات كرة القدم.إي يو (الإنجليزية)
- فيليبي موريرا سانتوس على موقع Soccerway.com (الإنجليزية)